# Iso-Hietanen
Iso-Hietanen eller Hietanen är en sjö i Finland. Den ligger i kommunen Kuhmo i landskapet Kajanaland, i den östra delen av landet, 500 km nordost om huvudstaden Helsingfors. Iso-Hietanen ligger 222 meter över havet. Den är 3,1 meter djup. Arean är 47,4 hektar och strandlinjen är 3,15 kilometer lång. Sjön  ingår i Uleälvens huvudavrinningsområde.   I omgivningarna runt Iso-Hietanen växer i huvudsak barrskog.
I övrigt finns följande i Iso-Hietanen:
- Laiskansaari (en ö)